# Suctobelbella toeglyesii
Suctobelbella toeglyesii är en kvalsterart som beskrevs av Sandór Mahunka 1987. Suctobelbella toeglyesii ingår i släktet Suctobelbella och familjen Suctobelbidae. Inga underarter finns listade i Catalogue of Life.